# Ciclite eterocromica di Fuchs

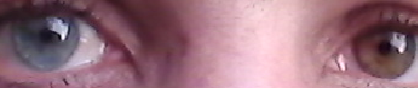

La ciclite eterocromica di Fuchs è una infiammazione oculare cronica (uveite) anteriore di natura idiopatica con modifica della colorazione dell'iride dell'occhio affetto. La malattia venne descritta per la prima volta dall'austriaco Ernst Fuchs (1851-1930).

## Epidemiologia
Colpisce ambo i sessi, si presenta generalmente tra i 30 e i 40 anni, i dati sono troppo pochi per altre informazioni.

## Sintomatologia
Si notano comparsa di annebbiamento visivo, e tardivamente, cataratta. Spesso correlata con eterocromia È responsabile di circa il 2/3% dei casi di uveite.

## Eziologia
Si ritiene che sia una patologia autoimmune, perché in molti pazienti si è riscontrata la presenza di autoanticorpi a distruzione dell'epitelio corneale. La causa esatta rimane sconosciuta.
Si reputa che i fattori scatenanti possano essere gli agenti infettivi erpetici della rosolia o della toxoplasmosi.

## Prognosi
Consultare medico